# Байка (Румунія)
Байка (рум. Baica) — село у повіті Селаж в Румунії. Входить до складу комуни Хіда.
Село розташоване на відстані 364 км на північний захід від Бухареста, 22 км на південний схід від Залеу, 40 км на північний захід від Клуж-Напоки.

## Населення
За даними перепису населення 2002 року у селі проживали 136 осіб, з них 134 особи (98,5%) румунів. Рідною мовою 134 особи (98,5%) назвали румунську.